# Владимир Люцканов
Владимир Люцканов е български актьор, сценарист и режисьор.
Актьорската си кариера започва през 1984 г. в Драматично-кукления театър „Константин Величков“ в град Пазарджик. В периода 1985 – 1989 г. играе в Народния театър „Иван Вазов“, а между 1989 и 2006 г. – в Театър „Българска армия“.
Като театрален режисьор е поставял „Арсеник и стари дантели“ от Джоузеф Кесълринг, „Вещиците“ от Роалд Дал, галаспектакъла „100 години Народен театър“, „Красиви тела“ от Лора Кънингам,  „Време за мъже“ от Дейвид Язбек и Терънс Макноли, „Кола Брьонон“ по Ромен Ролан. Режисьор, сценарист и водещ на редица програми в Българската национална телевизия, сред които „Умно село“, „Аз, театърът“, „Пътеводител на историческия стопаджия“, „Измислици премислици“ (в което играе емблематичната за поколения деца роля на Бате Влади).
Директор на Младежкия театър „Николай Бинев“ в продължение на 16 години, от 2006 до 2022 г.